# Desmodium schindleri
Desmodium schindleri är en ärtväxtart som beskrevs av Bernice Giduz Schubert. Desmodium schindleri ingår i släktet Desmodium och familjen ärtväxter. Inga underarter finns listade i Catalogue of Life.